# Добрина Темнискова
Добрина Николова Темнискова е българска ботаничка, професор по ботаника, хоноруван преподавател на Софийски университет „Св. Климент Охридски“. Член е на редколегиите на Годишник на Софийския университет, списанието „Наука за гората“ на БАН и на редакционна колегия на Червената книга на България.

## Биография
През 1957 година Добрина Темнискова завършва висше образование, специалност Биология, в Биолого-Геолого-Географски факултет на Софийски университет. Правила е специализации в Германия (1966) и СССР (1968 – 69).
Областите на научните ѝ интереси са ботаника (водорасли и гъби) и екология и опазване на екосистемите. Сред темите, с които се занимава са таксономия, екология, еволюция и филогения, биостратиграфия, (алгология, палеоекология на водорасли.
Защитава научната степен доктор на биологическите науки през 1994 година и става професор през 1996 година. Била е основател и първи ръководител на Лабораторията по диатомеен анализ в Биологическия факултет (1982 – 2002) и ръководител на катедра „Ботаника“ (1996 – 2002). Между 1987 и 2002 година е член на Факултетския съвет на Биологическия факултет, а от 1999 до 2003 година – член на Академическия съвет на СУ.
Проф. Темнискова е член на Комисията по медикобиологически науки към ВАК от 2000 до 2003 година и на Специализирания научен съвет по Ботаника и микология към ВАК от 1995 до 2009 година. Членува в две международни и няколко български научни организации:
- International Society for Diatom Research
- International Phycologycal Society
- Българското ботаническо дружество (от 1964), като е председател на секция „Низши растения“ от 1985 до 1989 и избрана за председател през 1999 година
- Дружество на еколозите в България (от 1999)
- Съюз на учените в България (от 1966).[1]

Проф. Темнискова е автор на над 110 научни публикации, отпечатани в България и в Германия, Франция, Швеция, Финландия, Русия, САЩ и др. Има изнесени над 50 научни доклада в България, САЩ, Швеция, Финландия, Белгия, Холандия, Русия, Унгария, Чехия, бивша Югославия, Гърция, Турция, и др.
Работи по проекти на ЮНЕСКО, Пета Рамкова програма на Европейския съюз, проекти на МОН и МОСВ.

## Награди
Проф. Темнискова е носител на наградата Почетен знак на Софийския Университет, I степен (1999) и Почетен знак на Софийския Университет със синя лента (2003).